# Ceromya nigronitens
Ceromya nigronitens är en tvåvingeart som först beskrevs av Louis-Paul Mesnil 1954.  Ceromya nigronitens ingår i släktet Ceromya och familjen parasitflugor. Inga underarter finns listade i Catalogue of Life.